# Азербайджанська радянська енциклопедія
Азербайджанська радянська енциклопедія (АРЕ) (азерб. Азәрбајҹан Совет Енсиклопедијасы {АСЕ}, Azərbaycan Sovet Ensiklopediyası {ASE}) — перша універсальна, найвідоміша і найповніша енциклопедія, що видавалася в Азербайджанській РСР азербайджанською мовою. Випускалася протягом 11 років (1976–1987) кирилицею Головною редакцією АРЕ та складалася із 10 томів.

## Історія
Перша спроба видання Азербайджанської радянської енциклопедії була зроблена в 1934—1935 роках. Був створений Державний комітет Азербайджанської радянської енциклопедії при Раднаркомі Азербайджанської РСР, головним редактором обраний І. Ісмаїлов, а науковим секретарем — Вели Хулуфлу. У 1935 році видано словник для першого тому Азербайджанської Радянської Енциклопедії. З початком репресій і арештом членів редакції, проєкт був згорнутий.
Роботи над створенням енциклопедії поновилися 1965 року зі створенням Головної редакції АСЕ.

## Редактори
Головою редакційної комісії АРЕ був Расул Рза, а головним редактором — доктор історичних наук, академік Джаміль Гулієв.

## Список томів енциклопедії
| Оригінальна назва                                                   | Том    | Рік        | Алфавітний порядок |
| ------------------------------------------------------------------- | ------ | ---------- | ------------------ |
| Азәрбајҹан Совет Енсиклопедијасы (Azərbaycan Sovet Ensiklopediyası) | 1      | 1974       | А—БАЛЗАК           |
| Азәрбајҹан Совет Енсиклопедијасы (Azərbaycan Sovet Ensiklopediyası) | 2      | 1976       | БАЛЗАМ—ГАЈДАР      |
| Азәрбајҹан Совет Енсиклопедијасы (Azərbaycan Sovet Ensiklopediyası) | 3      | 1977       | ГАЈБІБОВ—ЕЛДАРОВ   |
| Азәрбајҹан Совет Енсиклопедијасы (Azərbaycan Sovet Ensiklopediyası) | 4      | 1978       | ЕЛДӘҜӘЗ—ИТАВИРА    |
| Азәрбајҹан Совет Енсиклопедијасы (Azərbaycan Sovet Ensiklopediyası) | 5      | 1979       | ИТАЛИЈА—КУБА       |
| Азәрбајҹан Совет Енсиклопедијасы (Azərbaycan Sovet Ensiklopediyası) | 6      | 1980       | КУБА—МИСИР         |
| Азәрбајҹан Совет Енсиклопедијасы (Azərbaycan Sovet Ensiklopediyası) | 7      | 1981       | МИСИЛ—ПРАДО        |
| Азәрбајҹан Совет Енсиклопедијасы (Azərbaycan Sovet Ensiklopediyası) | 8      | 1982       | ПРАДО—СПРИНТ       |
| Азәрбајҹан Совет Енсиклопедијасы (Azərbaycan Sovet Ensiklopediyası) | 9      | 1983       | СПУТНИК—ФРОНТОН    |
| Азәрбајҹан Совет Енсиклопедијасы (Azərbaycan Sovet Ensiklopediyası) | 10     | 1984       | ФРОСТ—ШҮШТӘР       |
| Усього                                                              | (1–10) | 1976 —1987 | А—ШҮШТӘР           |

Спеціальний том, присвячений Азербайджану, повинен був вийти після основних десяти томів, але через зростаючі політичні проблеми та складну економічну ситуацію він не був випущений.